# Нейман, Моисей Самуилович (газзан)
Моисе́й Самуи́лович (Моше́ Само́йлович) Не́йман (30 октября [11 ноября] 1815, Евпатория, Таврическая губерния — 5 [17] апреля 1894, Евпатория, Таврическая губерния) — караимский газзан и меламмед. Отец газзана С. М. Неймана.

## Биография
Родился 30 октября 1815 года в Евпатории в семье габбая местной караимской общины, евпаторийского мещанина Самуила Иосифовича Неймана (? — 1843). Получил традиционное образование в мидраше, а русскому языку обучался дома. В 1848 году началась служебная карьера М. С. Неймана, когда 1 января он был избран на три года ратманом Евпаторийского городского магистрата. В 1851 году избран евпаторийским габбаем, на должности которого содействовал обустройству караимской кенассы. С 1851 по 1858 год состоял смотрителем мидрашей, которых в Евпатории было четыре. Благодаря его попечительству 40 мальчиков из бедных караимских семей получили возможность бесплатного обучения. Во время Крымской войны в апреле 1854 года англо-французский флот подошёл к Евпатории, из-за чего местные жители, испугавшись, бросили свои дома и имущество в надежде скрыться по разным местам и деревням. Тогда в ночь на 15 апреля М. С. Нейман, М. Пампулов, М. Луцкий вместе с представителями караимского и греческого населения Евпатории, вооружившись, обеспечивали порядок в городе, предотвращая различные преступления. Также в самом начале войны М. С. Нейман помог 20 бедным караимским семьям выехать из Евпатории за пределы Крыма. С 1856 по 1861 год занимал должность бургомистра Евпатории, за что получил звание степенного гражданина и серебряную медаль на Станиславской ленте.
В 1863 году приступает к обязанностям преподавателя древнееврейского языка при евпаторийском мидраше, где пробудет до 1866 года. С 1867 по 1879 год служил на той же должности в бахчисарайском мидраше. Вернувшись в Евпаторию, в 1882 году назначается младшим газзаном большой кенассы и членом Таврического и Одесского караимского духовного правления, прослужив там до самой смерти 5 апреля 1894 года в возрасте 80 лет. Похоронен на евпаторийском караимском кладбище.
Был автором проповедей, элегий, стихотворений и богословских трудов, которые впоследствии были утрачены.

## Семья
Был дважды женат. От первой жены, Рахили Авраамовны Луцкой, имел детей:
- Самуил Моисеевич Нейман (1844—1916) — газзан и меламмед, временно исполняющий обязанности Таврического и Одесского гахама
- Иосиф Моисеевич Нейман (1846 — ?) — габбай в Одессе
- Вениамин Моисеевич Нейман (1848 — ?)
  - Внук — Моисей Вениаминович Нейман (1882—1922), провизор, заведующий аптекой евпаторийской городской больницы, участник Первой мировой войны[6].
- Юфуда Моисеевич Нейман (1851 — ?)
- Товиэль Моисеевич Нейман (1853—1862)
- Шаббетай Моисеевич Нейман (1855 — ?)
  - Внук — Исаак Шебетьевич Нейман (1893 — ?), доктор технических наук, лауреат Сталинской премии.
  - Внук — Моисей Шебетевич Нейман (1900—1978), заслуженный артист РСФСР, лауреат Сталинской премии.
- Алтын Моисеевна Нейман (1858 — ?)

Вторая жена — Анна Авраамовна Рофе, дочь симферопольского мещанина, родившая детей:
- Товиэль Моисеевич Нейман (1863 — 1918) — художник-пейзажист, преподаватель рисования и черчения в ст. Урюпинской и Сумах[7]
- Шеломит Моисеевна Нейман (1865 — ?)
- Авраам Моисеевич Нейман (1867 — ?)
- Ханука Моисеевич Нейман (1869 — ?)
- Рахель Моисеевна Нейман (1873 — ?)
- Гулеф Моисеевна Нейман (1875 — ?)
- Хананэль Моисеевич Нейман (1880 — ?)[8]

## Награды
- Медаль «В память войны 1853—1856»[9]
- Серебряная медаль для ношения на шее на Станиславской ленте (1859)
- Серебряная медаль с надписью «За усердие» для ношения на шее на Аннинской ленте (1893)[10]

## Память
И. И. Казас, караимский просветитель, педагог и поэт, посвятил М. С. Нейману стихотворение на древнееврейском языке, опубликованное им в 1910 году в Одессе в собственном поэтическом сборнике «Йелед шаашуим» («Лелеянное дитя»).